# Айзексон, Джефф
Джефф А́йзексон (англ. Jeff Isaacson; род. 14 июля 1983, Верджиния, Миннесота) — американский кёрлингист. Тренер по кёрлингу.
В составе мужской сборной США участник зимних Олимпийских игр 2010 и 2014 годов (заняли соответственно десятое и девятое места); участник чемпионата мира среди мужчин 2009 (заняли пятое место). Чемпион США среди мужчин. В составе юниорской мужской сборной США чемпион зимней Универсиады 2007, участник юниорского чемпионата мира 2005. Чемпион США среди юниоров.
В «классическом» кёрлинге (команда из четырёх человек одного пола) играет в основном на позициях второго и третьего.

## Достижения
- Чемпионат США по кёрлингу среди мужчин: золото (2009), серебро (2002), бронза (2013).
- Американский олимпийский отбор по кёрлингу: золото (2009, 2013).
- Континентальный Кубок по кёрлингу (в составе команды Северной Америки): золото (2014).
- Зимняя Универсиада: золото (2007).
- Чемпионат США по кёрлингу среди юниоров: золото (2005).

## Команды
| Сезон   | Четвёртый            | Третий         | Второй         | Первый           | Запасной                                   | Турниры                                |
| ------- | -------------------- | -------------- | -------------- | ---------------- | ------------------------------------------ | -------------------------------------- |
| 2001—02 | Jon Medure           | Glen Isaacson  | Bill Westin    | Джефф Айзексон   |                                            | ЧСША 2002                              |
| 2002—03 | Kristopher Perkovich | Джейсон Смит   | Джефф Айзексон | Thomas Scott     | Джозеф Поло тренер: William John Lesnak    | ЧМЮ-Б 2003                             |
| 2004—05 | Kristopher Perkovich | Джейсон Смит   | Джефф Айзексон | Kevin Johnson    | Shaye Perkovich (ЧМЮ)                      | ЧСШАЮ 2005 · ЧМЮ 2005 (4 место)        |
| 2006—07 | Джон Шустер          | Джефф Айзексон | Крис Плайс     | Shane McKinlay   | Kevin Johnson тренер: Эд Лукович           | ЗУ 2007                                |
| 2007—08 | Джон Шустер          | Джефф Айзексон | Крис Плайс     | Shane McKinlay   |                                            | ЧСША 2008 (6 место)                    |
| 2008—09 | Джон Шустер          | Джейсон Смит   | Джефф Айзексон | Джон Бентон      | Крис Плайс тренер: Brian Simonson (ЧМ)     | ЧСША/АООК 2009 · ЧМ 2009 (5 место)     |
| 2009—10 | Джон Шустер          | Джейсон Смит   | Джефф Айзексон | Джон Бентон      | Крис Плайс тренер: Филл Дробник            | ЗОИ 2010 (10 место)                    |
| 2011—12 | Джейсон Смит         | Джефф Айзексон | Aaron Wald     | Kris Perkovich   |                                            |                                        |
| 2012—13 | Джон Шустер          | Джефф Айзексон | Джаред Зезел   | Джон Лендстейнер |                                            | ЧСША 2013                              |
| 2013—14 | Джон Шустер          | Джефф Айзексон | Джаред Зезел   | Джон Лендстейнер |                                            | АООК 2013 · ККК 2014                   |
| 2013—14 | Джон Шустер          | Джефф Айзексон | Джаред Зезел   | Джон Лендстейнер | Крейг Браун (ЗОИ) тренер: Tim Muller (ЗОИ) | ЧСША 2014 (5 место) ЗОИ 2014 (9 место) |

(скипы выделены полужирным шрифтом)

## Результаты как тренера национальных сборных
| Год  | Турнир                                        | Сборная           | Место |
| ---- | --------------------------------------------- | ----------------- | ----- |
| 2006 | Чемпионат мира по кёрлингу среди юниоров 2006 | США (юниоры муж.) | 9     |

## Биография
Окончил Висконсинский университет в Мадисоне. Работает учителем в городе Гилберт (Миннесота).
Начал заниматься кёрлингом в 1996 году, в возрасте 13 лет.